# Carex malyschevii
Carex malyschevii är en halvgräsart som beskrevs av Tatiana Vladimirovna Egorova. Carex malyschevii ingår i släktet starrar, och familjen halvgräs. Inga underarter finns listade i Catalogue of Life.